# La lunga e tumultuosa via per Bisanzio
La lunga e tumultuosa via per Bisanzio è il quarto album del rapper italiano Zampa. È uscito nel Gennaio 2009 dopo vari rinvii; il disco si compone di 20 tracce prodotte da Flesha, Michel, Muttofunk, Pispi, Bassi Maestro, MastroBeat e Jack the Smoker. Le collaborazioni nel disco sono quelle di Maxi B, Jap, Sonbudo, Capstan e Flesha.

## Tracce
1. La lunga e tumultuosa via per Bisanzio [prod. Flesha]
2. Passioni [prod. Flesha]
3. Stupido lunedì [prod. Michel]
4. Non scordarlo mai [prod. MuttoFunk]
5. VC [prod. Flesha]
6. Colpa mia [prod. Flesha]
7. Check uno-due [prod. Pispi]
8. Evoluzioni [prod. Flesha]
9. I need love feat. Maxi B e Jap [prod. Flesha]
10. Maculele's song [prod. Bassi Maestro]
11. Pallida luna [prod. Flesha]
12. La noia [prod. Flesha]
13. Giù coi butei feat. Sonbudo e Capstan [prod. Flesha]
14. Cambierà feat. Flesha e Capstan [prod. Michel]
15. Il sipario [prod. MastroBeat]

POST BISANZIO
1. Le stagioni feat. Capstan [prod. Jack The Smoker]
2. Il vuoto nella testa [prod. Jack The Smoker]
3. Ricordati di me [prod. Jack The Smoker]

PRE BISANZIO
1. La luna e il silenzio [prod. MastroBeat]
2. Piccole parole